# Меспелбрун
Меспелбрун (њем. Mespelbrunn) општина је у њемачкој савезној држави Баварска. Једно је од 32 општинска средишта округа Ашафенбург. Према процјени из 2010. у општини је живјело 2.243 становника. Посједује регионалну шифру (AGS) 9671141.

## Географски и демографски подаци
Меспелбрун се налази у савезној држави Баварска у округу Ашафенбург. Општина се налази на надморској висини од 269 метара. Површина општине износи 15,5 km². У самом мјесту је, према процјени из 2010. године, живјело 2.243 становника. Просјечна густина становништва износи 144 становника/km².